# Йоганна Марія Луїза Лойзінгер
Йоганна Марія Луїза Лойзінгер (1865—1951) — австрійська актриса, піаністка та співачка, дружина Олександра Баттенберга — першого князя князівства Болгарія з німецької династії Баттенберг, генерал-лейтенанта російської армії.

## Дитинство
Вона народилася 18 квітня 1865 року в місті Пресбург, Австрія (сьогодні Братислава). Йоганна, оперна співачка, віртуозна піаністка і актриса, була єдиною донькою диригента Йогана Лойзінгера та його дружини Марії Майєр. Розвиваючись в музичній сім'ї, було цілком природно, що Йоганна отримала музичну підготовку. Вона співала сопрано в оперних ролях у Празі та Опаві (нині в Чехії), в Лінці (Австрія) та в придворному театрі в Дармштадті (нині в Німеччині). Йоганна була одною з найвідоміших співачок музики Моцарта свого часу.

## Одруження та діти
Лойзінгер вийшла заміж за князя Олександра Баттенберга (1857—1893) 6 лютого 1889 року в Ментоні, Альп-Марітім, Франція. Після ранньої смерті чоловіка вона переїхала до Відня, де вона була активним меценатом музичних організацій. Серед інших посад вона була президентом Віденської симфонії. Оскільки шлюб вважався морганатичним, вона прийняла титул графині фон Хартенау, князь пішов у відставку і вони обидва вийшли з громадського життя. Олександр приєднався до Австрійської імперської армії і жив зі своєю сім'єю у Граці, Австрія. У Йоганни та Олександра I було 2 дітей:
- Асен (1890—1965)
- Цветана (1893—1935)

Шлюб тривав лише чотири з половиною роки, оскільки Олександр помер у 1893 році у віці 36 років.

## Після смерті Олександра Баттенберга
Після смерті Сандро Йоганна та її маленькі діти переїхали до Відня, Австрії, і вона отримувала пенсію з Болгарії- 50 тис. левів на рік. Йоганна була активною у віденському музичному житті і брала участь у будівництві Академії Моцартеум на батьківщині Моцарта в Зальцбурзі, Австрія. Вона була президентом Віденської Концертної Асоціації та Віденського Симфонічного Оркестру.
Йоганна померла 20 липня 1951 року у Відні в 86-річному віці. Вона була похована на кладовищі Сент-Леонарда в Граці, Австрія, поруч з дочкою Цветаною.